# Walter Egger (Journalist)
Walter Egger (* 30. Dezember 1895 in Lengnau; † 21. November 1991 in Bern) war ein Schweizer Journalist und Politiker (FDP).

## Biografie
Der Sohn eines Uhrmachers besuchte die Schulen in Büren an der Aare und absolvierte in einem Notariat und der Gemeindeschreiberei in Mühleberg eine Lehre als Verwaltungsangestellter, die er 1911 mit dem Diplom abschloss. 1918 erlangte er auf dem zweiten Bildungsweg die Matura. Egger studierte Rechtswissenschaft an der Universität Bern und promovierte 1922. Von 1922 bis 1932 war er Handelsredaktor bei der Berner Tageszeitung Der Bund, dann Inlandredaktor und von 1941 bis 1964 Chefredaktor. Ab 1950 war Egger Präsident des Verwaltungsrates des Bundes und 1945 bis 1981 Mitglied des Verwaltungsrates der Schweizerischen Depeschenagentur (1963 bis 1970 Präsident, danach Ehrenpräsident).
Von 1932 bis 1935 war Egger Stadtrat von Bern und von 1934 bis 1948 Grossrat des Kantons Bern. Von 1944 bis 1948 präsidierte er die Freisinnig-Demokratische Partei des Kantons Bern. Von 1951 bis 1955 war er schliesslich Nationalrat.

## Veröffentlichungen
- Kantonalbank von Bern: 1834–1934. Denkschrift. Berner Kantonalbank, Bern 1934.
- Die Freigeldlehre eine Irrlehre?! Stenographisches Protokoll einer Diskussion über die Freigeldtheorie zwischen Dr. jur. Walter Egger, Redaktor am «Bund», und Fritz Schwarz, Redaktor der «Freiwirtschaftlichen Zeitung». Pestalozzi-Fellenberg-Haus, Bern 1932.
- Die öffentlichen Abgaben der Wasserwerkanlagen. Dissertation, Bern 1923.